# Grotte du Bison
Die Grotte du Bison (deutsch Bisonhöhle) ist eine archäologische und paläoanthropologische Fundstätte unweit der Gemeinde Arcy-sur-Cure im Département Yonne im Zentrum von Frankreich (Region Bourgogne-Franche-Comté). Sie ist Teil des weit verzweigten Höhlensystems von Arcy-sur-Cure, das durch Vorläufer-Gewässer des heutigen Flüsschens Cure an dessen linkem Ufer aus mesozoischem Riffkalk ausgewaschen wurde. Die Höhle ist größtenteils eingestürzt, lediglich das hintere Drittel, die sogenannte Galerie, ist als Hohlraum erhalten. Die Grotte du Bison wurde erstmals 1958 wissenschaftlich erkundet; zu den bedeutendsten Funden zählen 40 einzeln geborgene Zähne, die den Neandertalern zugeschrieben werden.

## Funde
Unter der Leitung von André Leroi-Gourhan war bereits seit 1949 die ebenfalls zum Höhlensystem von Arcy-sur-Cure gehörende Grotte du Renne erforscht worden, was zehn Jahre später dazu führte, dass 1959 sowie zwischen 1961 und 1963 auch in der unmittelbar angrenzenden, rund 20 Meter weit ins Gestein reichende Grotte du Bison systematisch gegraben wurde. Entdeckt wurden zwei hominine Zähne. Danach wurden die Grabungen erst 1995 wiederaufgenommen und schließlich 2019 abgeschlossen. Zutage kamen im Verlauf dieser Grabungen insgesamt 49 Neandertaler-Fossilien aus der mittelpaläolithischen Epoche des Moustérien. 2025 wurde in der Fachzeitschrift Journal of Human Evolution eine Zusammenschau aller bislang entdeckten und zumeist noch nicht wissenschaftlich beschriebenen, homininen Fossilien veröffentlicht, das heißt, von 40 Zähnen, sechs Schädelknochen, zwei Oberkiefer-Fragmenten und einem Wadenbein. Demnach stammt die Mehrzahl der Funde aus dem Eingangsbereich der Höhle und dort aus den beiden als „Layer I“ und „Layer J“ bezeichneten Schichten, für die ein kalibriertes Alter von rund 45.000 ± 2.000 bzw. 48.300 ± 2.800 („Layer I“) und 50.800 ± 2.400 Jahren („Layer J“) berechnet wurde. Diese Datierungen verweisen folglich auf eine Nutzung der Höhle durch die Neandertaler in einer sogenannten Zwischeneiszeit (frühe Mis 3).
Hinweise auf den Gebrauch von Feuer stammen aus „Layer E“ und „Layer F“, deren kalibriertes Alter mit rund 40.900 ± 1.200 bzw. 42.100 ± 1.200 Jahren angegeben wurde, zudem deuten Anhäufungen von Knochen (Pferde, Rothirsch und Steppenbison) auf das Hereinbringen von Jagdbeute.
Aus der Fundsituation der Zähne – in unterschiedlichen Schichten und dort in unterschiedlich dichter Nähe zueinander – wurde geschätzt, dass die entdeckten Zähne von insgesamt 19 Neandertalern stammen könnten, mindestens aber von 9 Individuen: ein Kleinkind, drei Kinder, drei Jugendliche, zwei Erwachsene.

## Galerie

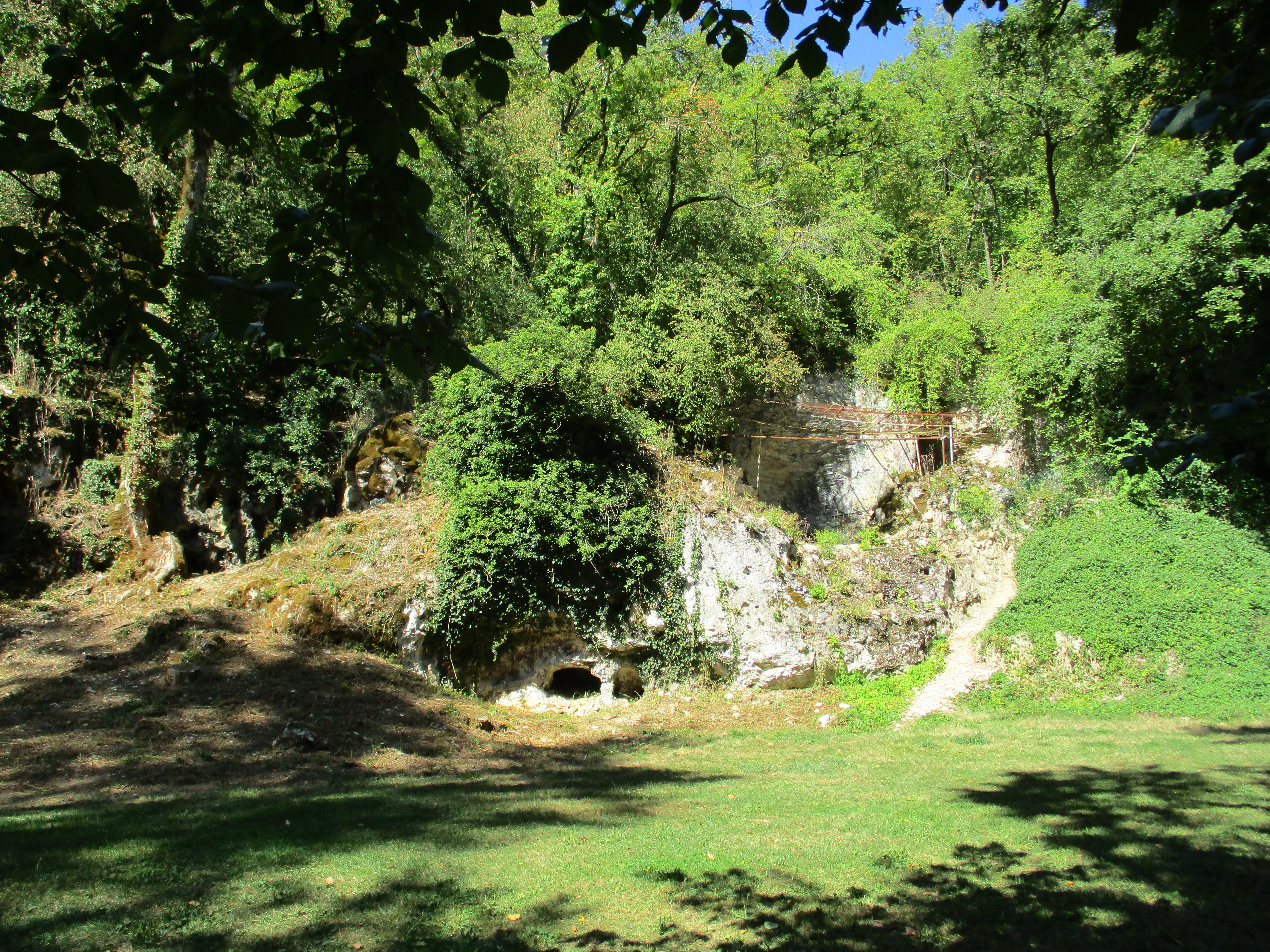
Der zugemauerte Eingang zur Höhle befindet sich – verdeckt durch eine Gestein-Kante – auf dem kleinen Hügel, links unter dem roten Gestell. Rechts: Eingang zur Grotte du Renne
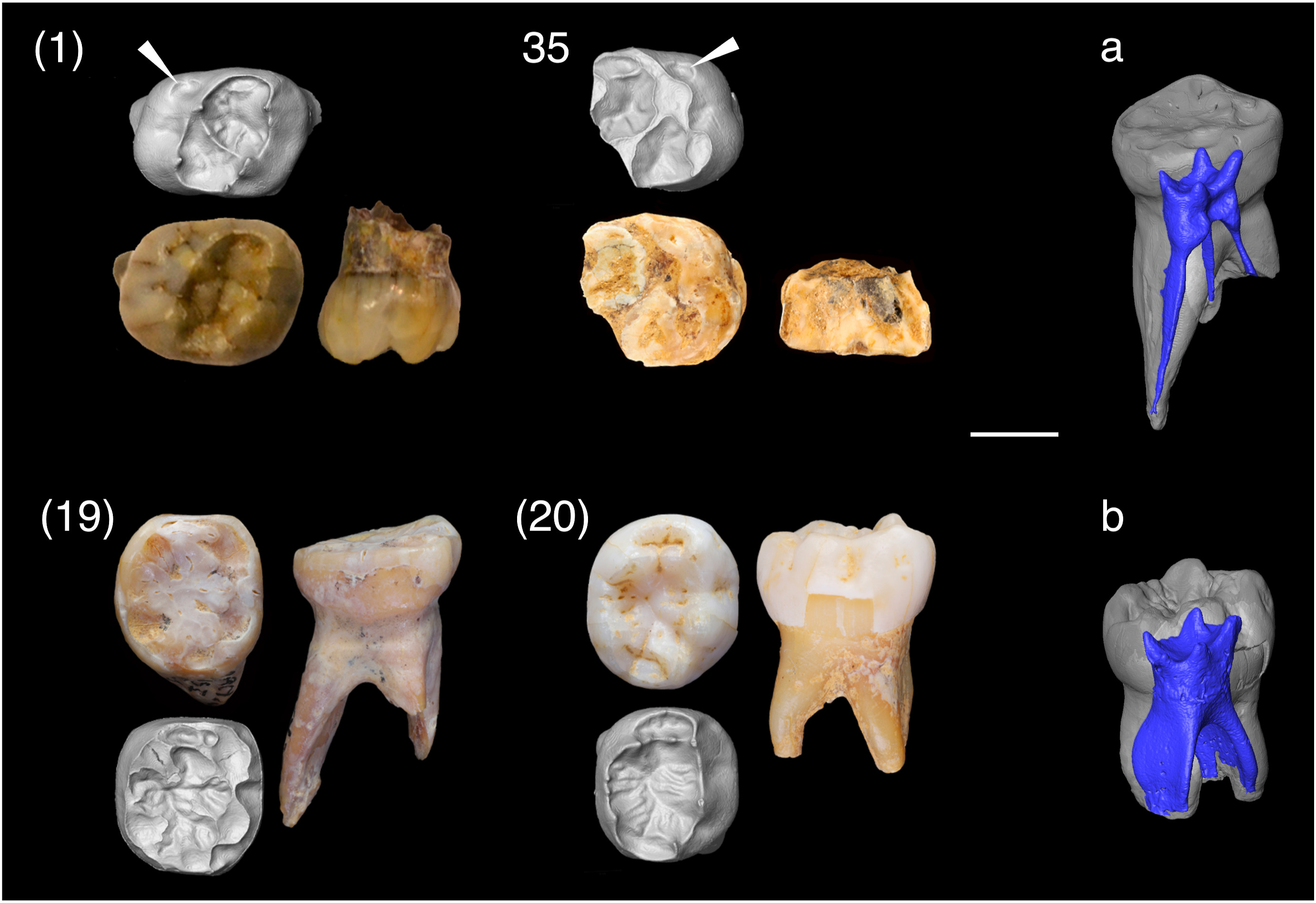
Milchgebiss-Prämolaren
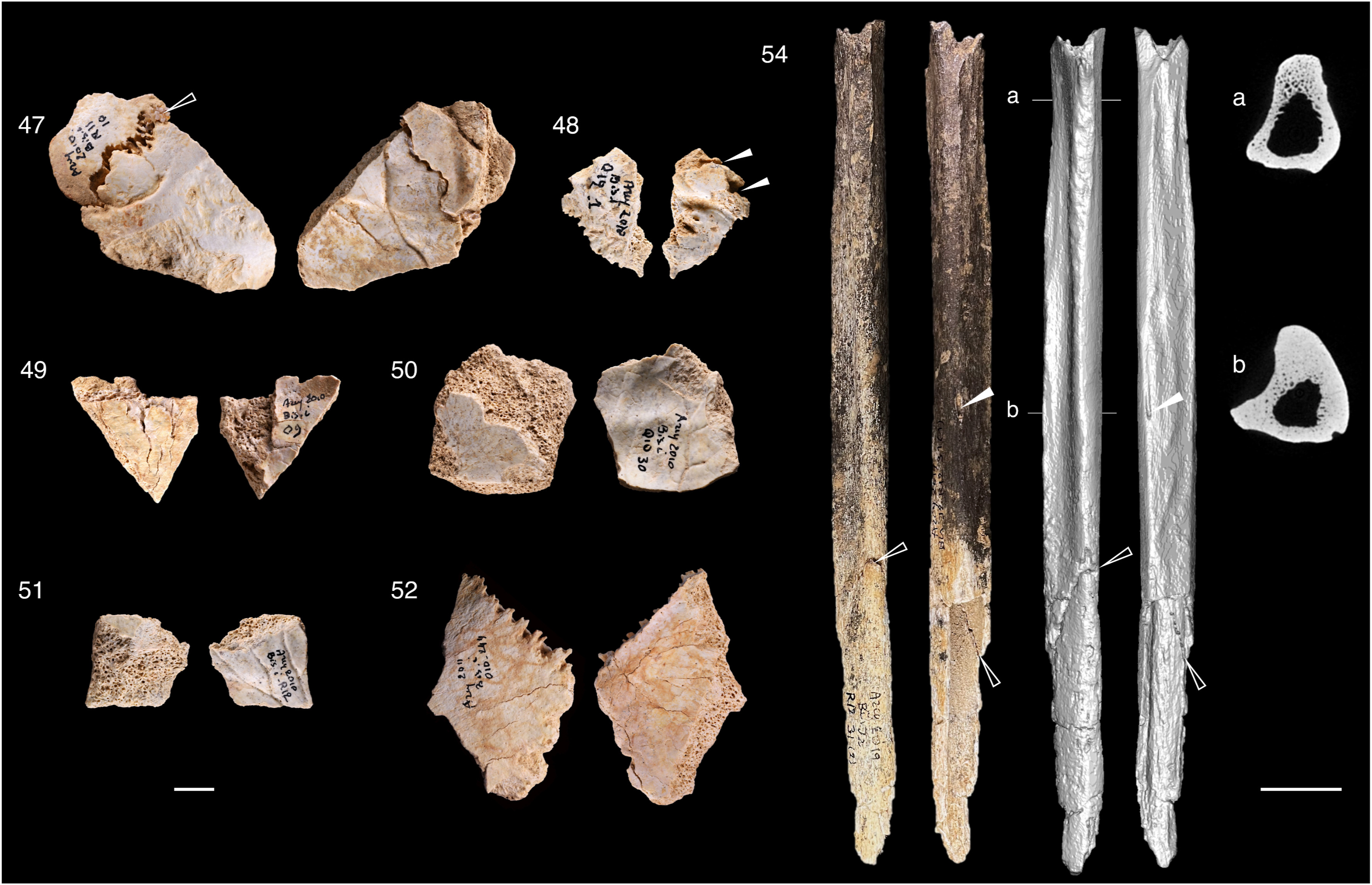
Schädelfragmente und Wadenbein
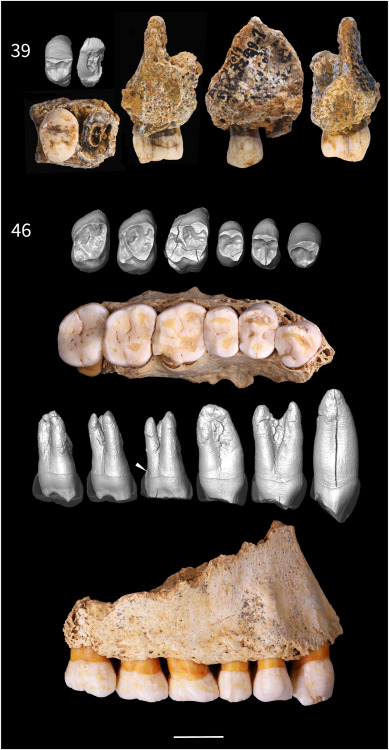
Unterkiefer-Fragmente

## Belege
1. 1 2 3  Juliette Henrion, Bruno Maureille, Cédric Beauval, Nicolas Vanderesse, Jean-Jacques Hublin und Maurice Hardy: The Grotte du Bison Neandertals (Arcy-sur-Cure, France). In: Journal of Human Evolution. Band 199, 2025, 103631, doi:10.1016/j.jhevol.2024.103631.